# Chaoilta cariniceps
Chaoilta cariniceps är en stekelart som först beskrevs av Cameron 1910.  Chaoilta cariniceps ingår i släktet Chaoilta och familjen bracksteklar. Inga underarter finns listade i Catalogue of Life.